# البوزيدي البوجرافي

اليزيد البوزيدي البوجرافي (1925 - 29 كانون الأول 2011) شاعر صوفي أمازيغي من المغرب، بارز وشيخ الطريقة العلوية الدرقاوية، فرع من الطريقة الشاذلية. كان يسكن في زاويته بزغانغان بالناظور.

## السيرة
وُلِد باسم اليزيد البوجرافي في بني شيكار بمنطقة الريف شمال شرق المغرب عام 1925. حفظ القرآن الكريم على يد والده الذي أخذه سنة 1934 وهو في التاسعة عشرة من عمره إلى سيدي محمدي بالحاج شيخ الطريقة العلوية ليتلقى منه تراتيل الطريقة.
وقد أوصى الشيخ محمدي إلى اليزيد بمواصلة تعليمه الروحي على يد الشيخ مولاي سليمان بن المهدي، وهو أيضًا من بني شيكار، الذي حافظ اليزيد على علاقة وثيقة معه حتى وفاته عام 1970، وتزوج ابنته وعمل إمامًا في زاويته. وكان مولاي سليمان هو الذي غيّر اسم اليزيد إلى البوزيدي، في إشارة إلى اثنين من شيوخ الطريقة الدرقاوية الكبار، محمد البوزيدي الغماري، تلميذ مولاي العربي الدرقاوي؛ ومحمد بن الحبيب حمو البوزيدي، شيخ أحمد العلوي، مؤسس الطريقة العلوية.
وبعد وفاة مولاي سليمان عام 1970، تولى الشيخ البوزيدي زعامة الطريقة في المغرب، وبعد فترة وجيزة أسس زاوية جديدة في زغنغان بالناظور، والتي لا تزال الزاوية الرئيسة لهذه الطريقة في المغرب إلى يومه.

## طالع أيضًا
- أحمد العلوي
- الدرقاوية
- شاذلي